# Eggerik Beninga
Eggerik Beninga (Grimersum, 1490 - aldaar, 19 oktober 1562), soms ook geschreven als Eggeric(k) Benninga of Benynga, was de zoon van Garrelt Beninga, hoofdeling en provoost te Wirdum, Jennelt en Grimersum en Essa Houwerda von Up- und Wolthusen, dochter van Snelger Houwerda van Termunten. Hij stamde uit een aanzienlijke (Oost-)Friese adellijke hoofdelingenfamilie en was reeds jong in dienst van Edzard de Grote van graafschap Oost-Friesland. Hij werd in 1528 benoemd tot proost van het lutherse dekanaat Weener en werd na zijn dood opgevolgd door zijn zoon Snelger (ov. 1580).
Als geschiedschrijver schreef hij de "Volledige Chronyk van Oostfrieslant", of "Cronica der Fresen", geheel in het Middelnederduits. Deze kroniek bevatte niet alleen de historie van Oost-Friesland, maar ook van alle naburige volkeren. De bronnen die hij gebruikte zijn onbekend, daarom is er enige twijfel aan de authenticiteit. Echter zijn vele onderwerpen die hij beschrijft ook bekend van andere geschiedschrijvers uit die tijd.
Dit schreef hij over de pest: 

...eene groote geschwinde krankheit ... in den anfang quam se mit eener kolde, daer sloech dan de bloetgang to, men achtede de selvige kranckheit der pestilentie gelyck, jedoch sturven nicht veel luede.....
Zijn geschiedschrijving van Friesland werd herzien door Eilhardus Folkardus Harkenroth (1670-1732). Een eerdere editie is uitgegeven door Antonius Matthaeus III, gebaseerd op een ander manuscript en gedrukt in 1706 te Leiden.